# Slavné dny
Slavné dny byl publicistický pořad připravovaný autorským kolektivem Pavla Zuny, Andrey Maloveczké, Martina Krušiny a Jakuba Klingohra pro internetovou televizi Stream.cz. Jedná se o krátké reportáže zaměřující se na slavná historická výročí a jejich stručné převyprávění. Pořad se vysílal od roku 2010 a celkem vzniklo 328 epizod. Pavel Zuna ze seriálu vybral 52 příběhů, které zpracoval do literární podoby a vydal knižně. Na přelomu let 2014/2015 byly také spuštěny speciální webové stránky obsahující metodické podklady pro pedagogy a studentům určené pracovní listy, aby se Slavné dny mohly snadněji stát součástí školní výuky. Na přípravě webových stránek se podílela Asociace učitelů občanské výchovy a společenských věd.
Dalších 52 příběhů vyšlo knižně v roce 2016 pod názvem Slavné dny 2.
Na Slavné dny volně navazuje nový projekt stejných autorů s názvem Životy slavných, vyprávějící životní osudy mužů a žen, kteří měnili svět. Vysílán byl nejprve na internetové televizi Mall.TV (Fameplay), později na YouTube a předplatitelské platformě HeroHero, kde má pořad více než 7500 předplatitelů. Autoři vydali také knižní publikaci (kalendář) nazvanou Životy slavných na každý den.